# Bulbophyllum rugosibulbum
Bulbophyllum rugosibulbum é uma espécie de orquídea (família Orchidaceae) pertencente ao gênero Bulbophyllum. Foi descrita por Victor Samuel Summerhayes em 1960.